# Vườn quốc gia Kerinci Seblat
Vườn Quốc gia Kerinci Seblat là vườn quốc gia lớn nhất trên đảo Sumatra, Indonesia. Nó có một khu vực rộng tổng cộng là 13,791 km², và bắc qua 4 tỉnh: Tây Sumatra, Jambi, Bengkulu, và Nam Sumatra.

## Địa lý
Vườn này nằm từ 100 ° 31'18 "Đ-102 ° 44'01" Đ đến 1 ° 07'13 "N - 3 ° 26'14" N.

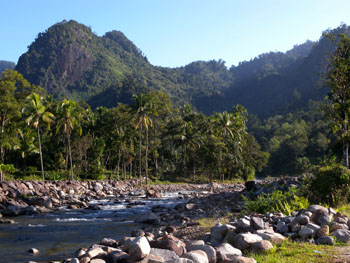
Một con sông ở vườn Quốc gia Kerinci Seblat

Vùng công viên bao gồm một phần lớn dãy núi Barisan, tạo thành xương sống phía tây của hòn đảo Sumatra và bao gồm đỉnh cao nhất ở Sumatra, núi Kerinci với độ cao 3.805 m, 1 trong 5 ngọn núi lửa hoạt động trong vườn quốc gia. Công viên chủ yếu nằm khu vực đồi núi này bao gồm các suối nước nóng, các con sông với thác ghềnh, hang động, thác nước với cảnh đẹp và hồ hõm chảo cao nhất ở [Đông Nam Á] - hồ Gunung Tujuh, trong khi Đường gãy Sumatra chạy qua công viên quốc gia khu vực mà các nhà địa chất quan tâm. Công viên hoàn toàn bao quanh thung lũng có dân cư Kerinci.

## Thực vật và động vật
Vườn Quốc gia Kerinci Seblat là nơi sinh sống của các hệ thực vật và động vật đa dạng. Hơn 4.000 loài thực vật đã được xác định cho đến nay trong khu vực công viên, bao gồm loại hoa lớn nhất thế giới, Rafflesia arnoldii, và cây có hoa xác thối khổng lồ, dạng chùm không phân nhánh lớn nhất trên thế giới, Amorphophallus titanum.
Khu hệ động vật bao gồm hổ Sumatra, và vườn Quốc gia được công nhận theo Sáng kiến Hổ Toàn cầu là một trong 12 khu bảo tồn quan trọng nhất trên thế giới về bảo tồn hổ. Một nghiên cứu gần đây cho thấy Vườn Quốc gia Kerinci Seblat ở trung tâm Sumatra có số lượng hổ lớn nhất trên đảo, ước tính khoảng 165-190 cá thể. Công viên cũng có tỷ lệ hổ chiếm chỗ cao nhất trong các khu vực được bảo vệ, với 83% công viên có dấu hiệu hổ. Trên thực tế, có nhiều hổ ở Vườn Quốc gia Kerinci Seblat hơn cả ở Nepal và nhiều hơn ở Trung Quốc, Lào, Campuchia và Việt Nam kết hợp lại.
Vườn quốc gia là nơi sinh sống của các loại mèo lớn, trung bình và nhỏ, báo gấm / Neonhardas (Neofelis nebulosa), mèo cẩm thạch (Pardofelis marmorata), mèo báo (Prionailurus bengalensis), báo lửa / kucing emas (Catopuma temminckii). Báo lửa có thể được tìm thấy ở khắp mọi nơi trong vườn quốc gia, vì chúng thích hợp với các loại môi trường sống khác nhau, cả trong rừng và không gian mở. Một hình ảnh bẫy máy ảnh cho thấy một bức ảnh hiếm hoi của một con báo lửa mẹ di chuyển một con báo con đến một địa điểm khác bằng miệng của mình.
Các loài bị khác bao gồm chó hoang Sumatra (Cuon alpinus sumatrensis syn. Cuon alpinus javanicus), voi Sumatra, báo gấm Sunda, lợn vòi, và gấu chó. Năm 2008, Liên minh Bảo tồn Thiên nhiên Quốc tế đã bổ sung một loài hươu nai thứ hai vào danh sách các động vật ở Sumatra với việc phát hiện lại loài mang Sumatra, một con nai không được ghi nhận từ cuối những năm 1920 và bây giờ kết luận là một loài mới chứ không phải phân loài. Công viên này cũng bảo vệ hơn 370 loài chim, trong đó có loài Carpococcyx viridis được khám phá lại trong vườn vào năm 2002.
Khu Kerinci có hơn 300 loài chim, trong đó có 17 trong số 20 loài chim đặc hữu của Sumatra, đặc biệt quan trọng đối với các nhà khoa học và những người đam mê chim.
Số lượng tê giác Sumatra trong vườn ước tính khoảng 500 vào những năm 1980, nhưng do săn trộm, số lượng ở Kerinci Seblat hiện nay bị coi là tuyệt chủng 
.